# Marinestation der Ostsee

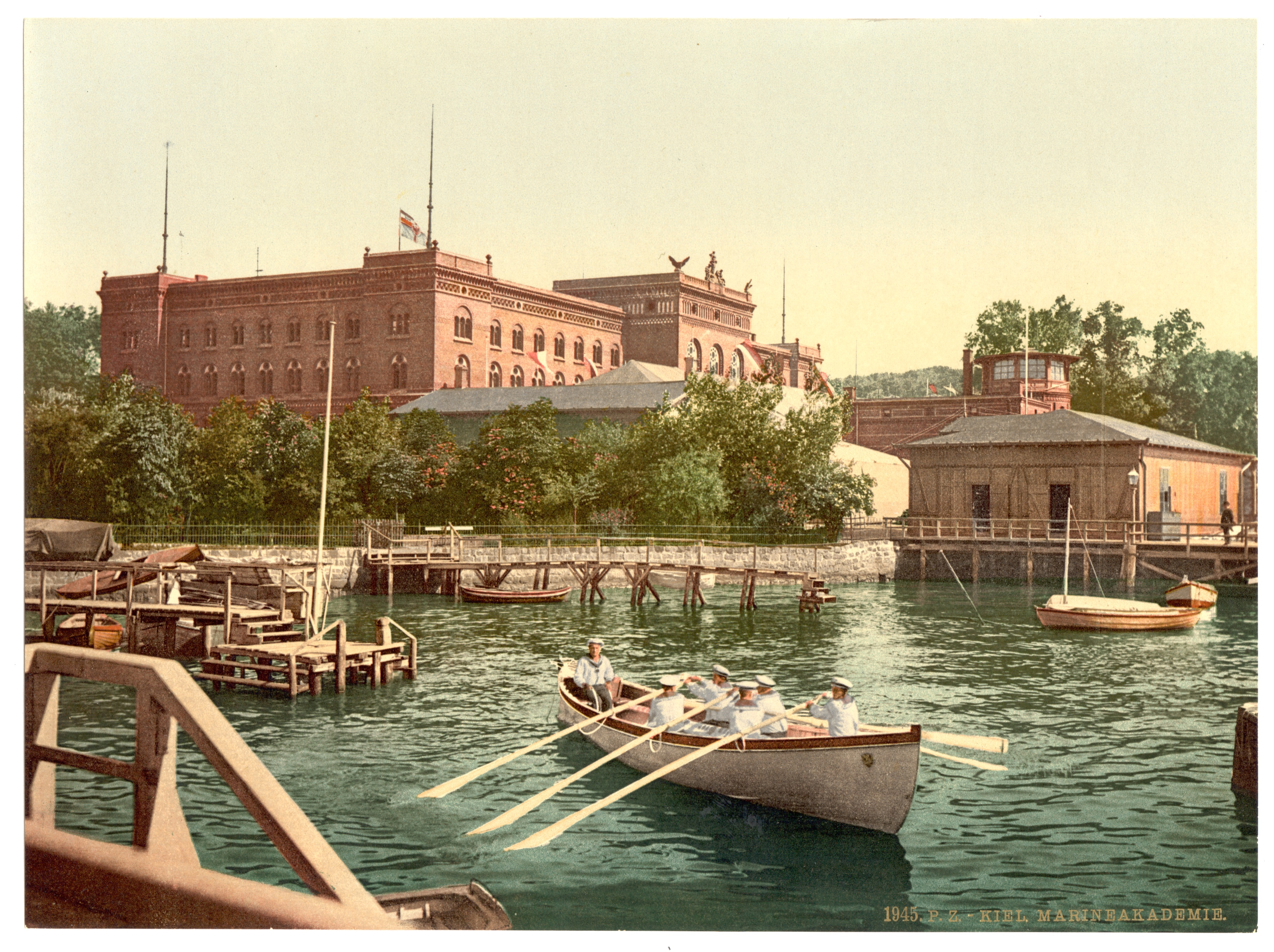
Das Stationskommando in Kiel, heute als Landeshaus Sitz des Schleswig-Holsteinischen Landtags

Die Marinestation der Ostsee war eine Dienststelle der preußischen Marine, der Marine des Norddeutschen Bundes, der Kaiserlichen Marine, der Reichsmarine und der Kriegsmarine. Sie war neben der Marinestation der Nordsee eine von zwei dauerhaft bestehenden Marinestationen. Daneben gab es in der Zeit vor dem Ersten Weltkrieg zeitweilig mehrere Auslandsstationen. Die Marinestation der Ostsee wurde am 1. Mai 1854 in Danzig eingerichtet. Im März 1865 wurde sie nach Kiel verlegt und am 1. Februar 1943 in das Marineoberkommando Ostsee (auch Marineoberkommando Ost) umgewandelt, das mit Ende des Zweiten Weltkriegs aufgelöst wurde.

## Organisation

### Preußische Marine, Marine des Norddeutschen Bundes und Kaiserliche Marine

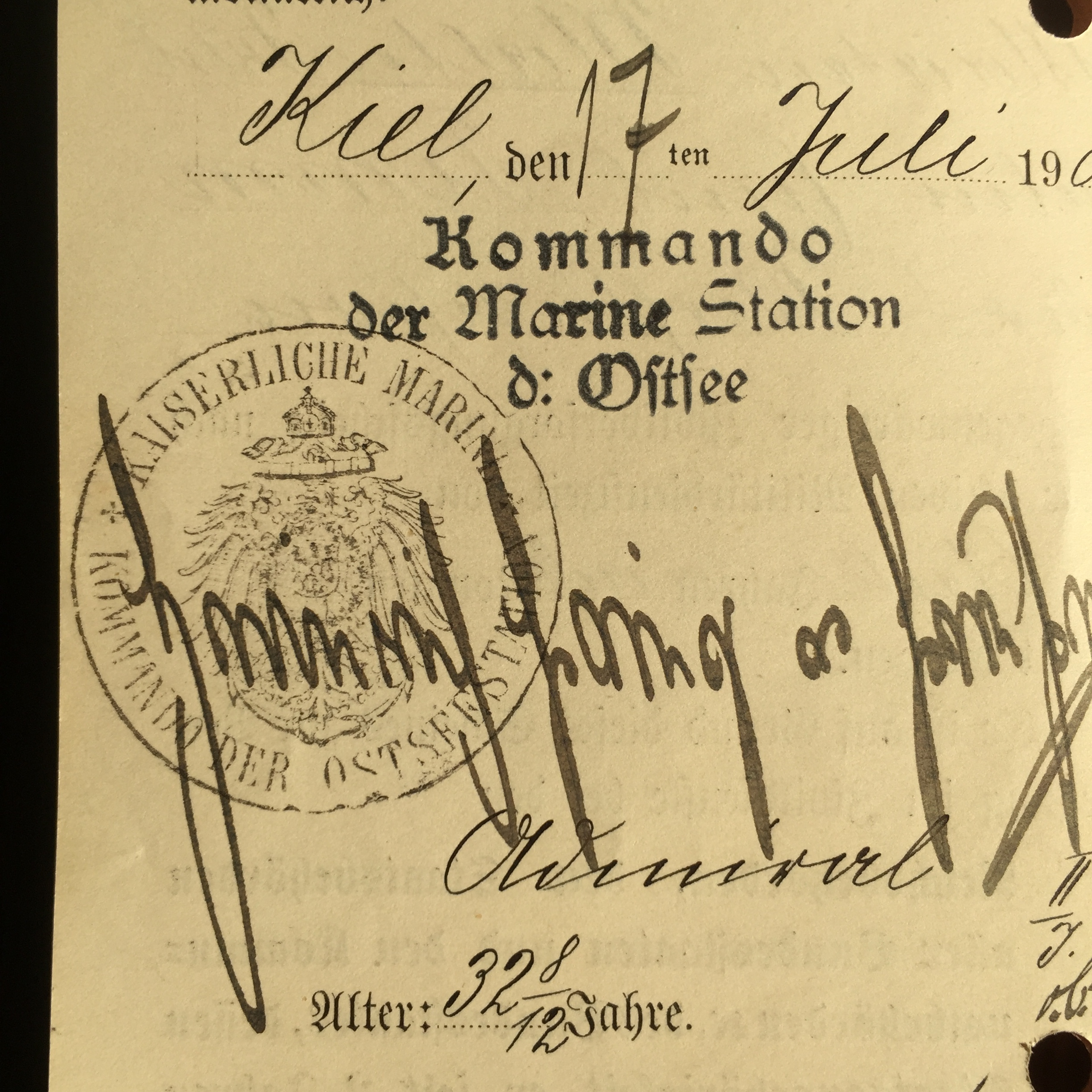
Dienstsiegel der Marinestation Ostsee

Im Zuge des Aufbaus der preußischen Marine wurde 1854 das Stationskommando Danzig aufgestellt. Nachdem Schleswig-Holstein als Folge des Deutsch-Dänischen Krieges unter österreichisch-preußische Verwaltung gestellt worden war, vereinbarten diese beiden Staaten 1865 in der Gasteiner Konvention, dass Preußen Kiel als Kriegshafen nutzen dürfe. Daraufhin wurde das Stationskommando noch im selben Jahr dorthin verlegt.
Aufgabe der Marinestationen war die Führung der im Kommandobereich liegenden Festungen und Ausbildungseinrichtungen. Außerdem führten sie anfangs alle in ihrem Verantwortungsbereich befindlichen Seestreitkräfte, bis 1891 ein eigenes Kommando für die Führung der Flotte geschaffen wurde.
Dem Stationskommando der Ostsee unterstanden 1914:
- Im Heimathafen liegende Schiffe, die keinem aktiven Geschwader zugeteilt waren.
- eine Anzahl von Fahrzeugen auf Auslandsstationen
- Kommandantur Friedrichsort
- Hafenkapitän Kiel
- Abwicklungsbüro Ostsee
- I. Marineinspektion
  - I. Matrosendivision
  - I. Werftdivision
- Inspektion des Torpedowesens (Kiel)
  - Torpedoversuchskommando (Kiel)
  - Torpedowerkstatt Friedrichsort
  - Torpedoschulschiffe und -boote (darunter Großer Kreuzer, zwei Kleine Kreuzer)
  - I.–VII. Torpedobootflottille (davon I.–III. Im Ostseebereich)
  - I. Torpedodivision (Ausbildung) mit Reserve- und Schulbooten
- Inspektion der Schiffsartillerie (Sonderburg)[5]
  - Artillerie-Versuchskommando
  - Schiffsartillerieschule
  - Schulschiffe (darunter ein Linienschiff, zwei Große Kreuzer, drei Kleine Kreuzer)
  - I. Matrosenartillerieabteilung
- Inspektion der Marineinfanterie Kiel
  - I., II. und III. Seebataillon
  - Stamm-Seebataillon (Cuxhaven)
- Inspektion des Unterseebootwesens (Kiel)
  - 2 U-Flottillen
  - zwei Kleine Kreuzer, ein Spezialschiff

Der Stationsschef war zugleich Gouverneur von Kiel. Die Inspektionen entsprachen der Brigadeebene des Heeres und wurden von einem Konteradmiral geführt. Ihre fachliche Zuständigkeit war nicht auf den regionalen Bereich der Marinestation beschränkt.

### Reichsmarine
Nach dem Ende des Ersten Weltkriegs und dem Friedensvertrag von Versailles musste Deutschland seine Marine erheblich verkleinern. Dem weiterhin bestehenden Kommando der Marinestation der Ostsee unterstanden folgende Kräfte und Einrichtungen (Stand 1930/31):
- Küstenverteidigung der Ostsee
  - Marineartillerieabteilungen I. (Kiel), III. (Swinemünde) und V. (Pillau)
  - Kommandanturen in Swinemünde und Pillau
- Schiffsstammdivision der Ostsee (S.D.O.)
  - Fahrzeugverband der Ostsee in Kiel mit Stationstender Nordsee
- Küstennachrichtenwesen der Ostsee
- Inspektion des Bildungswesens der Marine (B.I.)
  - Marineschulen in Flensburg-Mürwik, Friedrichsort und Kiel-Wik
  - Marinefachschulen
  - Marinearchiv (Berlin)
  - zeitweilig unterstellte Schulkreuzer
  - Segelschulschiff Niobe
- Inspektion des Torpedo- und Minenwesens (T.M.I.)
  - Torpedoversuchsanstalt (T.V.A.) in Eckernförde
  - Torpedo- und Nachrichtenschule (T.N.S.) in Flensburg-Mürwik
  - Torpedolaboratorium in Kiel
  - Nachrichtenmittelversuchsanstalt (N.V.A.) mit Funkversuchsstelle in Pelzerhaken, dazu Versuchsboot Grille
  - Sperrversuchskommando (S.V.K.) in Kiel, dazu Versuchsverband mit Nautilus, Pelikan, S 23, T 155
  - Sperrabteilung in Kiel mit Sperrschule und Sperrverband

### Kriegsmarine
Nach dem Beginn der deutschen Aufrüstung in Vorbereitung auf den Zweiten Weltkrieg wuchs die Marinestation der Ostsee in den 1930er Jahren und war im Juni 1939 wie folgt gegliedert:
- Küstenbefehlshaber westliche Ostsee
- Küstenbefehlshaber Pommern
- Küstenbefehlshaber östliche Ostsee
- Befehlshaber der Sicherung der Ostsee
- II. Admiral der Ostsee
- Kommandant der Seewasserstraße Kaiser-Wilhelm-Kanal

Mit der Einrichtung der Kriegsmarine war der Stationsschef zum Kommandierenden Admiral der Marinestation der Ostsee geworden.
Im Lauf des Krieges vergrößerte sich der Befehlsbereich der Ostseestation um die besetzten Küstengebiete. Dafür wurde eine Anzahl von zusätzlichen Befehlsstellen geschaffen, die teilweise nur für kurze Zeit bestanden:
- Marinebefehlshaber Dänemark, später Admiral Dänemark, Admiral Skagerrak
- Admiral Ostland
- Umbenennung der Küstenbefehlshaber in Admirale westliche und östliche Ostsee, Auflösung Küstenbefehlshaber Pommern

Außerdem unterstanden der Marinestation eine Anzahl von Dienststellen truppendienstlich:
- Inspektion des Bildungswesens
- Inspektion der Marineartillerie
- Torpedoinspektion
- Sperrwaffeninspektion
- Marinenachrichteninspektion
- Kriegsmarinewerft Kiel
- Kriegsmarinearsenal Gotenhafen
- Kriegsmarinedienststellen des Ostseebereichs:
  - Kriegsmarinedienststelle Stettin
  - Kriegsmarinedienststelle Königsberg, später Kriegsmarinedienststelle Danzig

Am 1. Februar 1943 wurde die Marinestation der Ostsee in Marineoberkommando Ostsee umbenannt und der Stationschef zum Oberbefehlshaber.

## Stationschefs
Die militärischen Führer der Marinestation der Ostsee trugen die Bezeichnung Chef der Marinestation der Ostsee:
- 1854–1858 Kapitän zur See Johann Otto Donner
- 1858–1860 unbekannt
- 1860–1861 Korvettenkapitän Heinrich Köhler
- 1862–1867 Konteradmiral Eduard von Jachmann
- 1867–1869 Kapitän zur See Arthur von Bothwell
- 1869–1874 Konteradmiral Eduard Heldt
- 1875–1878 Konteradmiral Reinhold von Werner
- 1878–1881 Konteradmiral Franz Kinderling
- 1881–1883 Vizeadmiral Karl Ferdinand Batsch
- 1883–1887 Konteradmiral/Vizeadmiral Wilhelm von Wickede
- 1887–1889 Vizeadmiral Louis von Blanc
- 1889–1895 Vizeadmiral/Admiral Eduard von Knorr
- 1896–1903 Admiral Hans von Koester
- August/September 1903 in Vertretung Konteradmiral August Thiele
- 1903–1906 Admiral Prinz Heinrich von Preußen
- 1906–1910 Vizeadmiral/Admiral Curt von Prittwitz und Gaffron
- 1910–1912 Vizeadmira/Admiral Ludwig von Schröder
- 1912–1914 Admiral Carl von Coerper
- 1914–1915 Vizeadmiral Gustav Bachmann
- 1915 Vizeadmiral Reinhard Koch
- 1915–1918 Admiral Gustav Bachmann
- 1918–1918 Admiral Wilhelm Souchon[9]
- 1919–1920 Konteradmiral Hugo Meurer
- 1920 Konteradmiral Magnus von Levetzow[10]
- 1920 Konteradmiral Ernst Ewers[11]
- 1920 Leutnant zur See Carl von Seydlitz[12]
- 1920–1925 Kapitän zur See/Konteradmiral/Vizeadmiral Ernst von Gagern
- 1925–1928 Vizeadmiral Erich Raeder
- 1928–1932 Vizeadmiral Gottfried Hansen
- 1932–1935 Vizeadmiral/Admiral Conrad Albrecht

## Kommandierende Admirale
- 1935–1938 Vizeadmiral/Admiral Conrad Albrecht
- 1938–1940 Generaladmiral Rolf Carls
- 1940–1943 Admiral Günther Guse

## Chefs des Stabes
- unbekannt
- Kapitän zur See Alfred von Tirpitz: von 1890 bis 1892
- Kapitän zur See Richard von Geißler: von 1892 bis 1894
- Kapitän zur See Ernst Fritze: von 1894 bis 1897
- Kapitän zur See Ernst von Frantzius: von September 1897 bis 1. Oktober 1898
- unbekannt
- Kapitän zur See/Konteradmiral Erich Gühler: 1906 bis September 1908
- unbekannt
- Konteradmiral Georg Hebbinghaus: von Oktober 1912 bis 25. Dezember 1914
- Konteradmiral Arthur Tapken: vom 26. Dezember 1914 bis September 1915
- Konteradmiral/Vizeadmiral Hermann Alberts: von Oktober 1915 bis Dezember 1916
- Konteradmiral Hans Küsel: von 1916 bis 1919
- Kapitän zur See Hans Seebohm: von März 1919 bis September 1919[13]
- Kapitän zur See Max Reymann: von September 1919 bis 16. März 1920
- unbekannt
- Korvettenkapitän Ernst Meusel: von Mai 1920 bis September 1922
- Kapitän zur See Alexander Werth: von September 1922 bis Oktober 1924
- Kapitän zur See Wilfried von Loewenfeld: von 1924 bis September 1925
- Kapitän zur See Conrad Albrecht: von September 1925 bis Dezember 1928, ab 1932 Stationschef
  - Korvettenkapitän Karlgeorg Schuster: von 1925 bis Mai 1927, zwischenzeitlich in Vertretung
  - Korvettenkapitän Hermann Densch: von Juli 1927 bis August 1927, in Vertretung
  - Konteradmiral Friedrich Brutzer: vom 1. Januar 1928 bis Mai 1928, in Vertretung
- unbekannt
- Fregattenkapitän Hermann Densch: von Juli 1930 bis August 1930, in Vertretung
- Kapitän zur See Hans Kolbe: 1930
- unbekannt
- Konteradmiral Otto Groos: von April bis September 1931
- Fregattenkapitän/Kapitän zur See Wilhelm Marschall: von September 1931 bis September 1934
- Fregattenkapitän/Kapitän zur See Walter Warzecha: von September 1934 bis September 1937
- Kapitän zur See Oskar Kummetz: von September 1937 bis Oktober 1938
- Kapitän zur See Otto Backenköhler: von Oktober 1938 bis Oktober 1939
- Kapitän zur See/Konteradmiral Hans-Heinrich Wurmbach: von Oktober 1939 bis Mai 1942
- Kapitän zur See/Konteradmiral Hans Bütow: von Mai 1942 bis 1943